# Serie A1 i volleyboll 2004–2005 (damer)
Serie A1 2004-2005 i volleyboll för damer utspelade sig mellan 9 oktober 2004 och 10 maj 2005. Det var den 60:e upplagan av turneringen, som utser de italienska mästarna, och tolv klubblag deltog. Pallavolo Sirio Perugia blev mästare för andra gången genom att besegra Volley Bergamo i finalen medan Pallavolo Reggio Emilia och Volley Modena åkte ur serien. Simona Rinieri var främsta poängvinnare med 405 poäng.

## Regelverk

### Format
- Tävlingen bestod av en grundserie, där alla möte alla, både hemma och borta och ett slutspel i cupformat.
- De åtta första lagen i serien genomförde sedan en slutspelscup (kvartsfinaler, semifinaler och finaler). Samtliga möten avgjordes i bäst av fem matcher.
- De två sista lagen i serien flyttades ner till Serie A2

### Rankningskriterier
Om slutresultatet blev 3-0 eller 3-1 tilldelades 3 poäng till det vinnande laget och 0 till det förlorande laget, om slutresultatet blev 3-2 tilldelades 2 poäng till det vinnande laget och 1 till det förlorande laget. Rankningsordningen i serien definierades utifrån:
- Poäng
- Antal vunna matcher
- Kvot vunna / förlorade set
- Kvot vunna / förlorade poäng.

## Deltagande lag
I serien deltog tolv lag. Nyuppflyttade från Serie A2 var Santeramo Sport, vinnare av serien, och Airone Pallavolo, vinnare av uppflyttningskvalet. Olimpia Teodora avsade sig sin spellicens, som togs över av Robursport Volley Pesaro.
| Club                      | Stad               | Hemmaarena                             | Säsong precedente                           |
| ------------------------- | ------------------ | -------------------------------------- | ------------------------------------------- |
| Volley Bergamo            | Bergamo            | PalaNorda                              | 1:a i Serie A1; Italiensk mästare           |
| Chieri Torino Volley Club | Chieri             | PalaMaddalene                          | 3:a i Serie A1 Kvartsfinal i slutspelet     |
| Volley 2002 Forlì         | Forlì              | PalaGalassi                            | 8:a i Serie A1 Kvartsfinal i slutspelet     |
| Giannino Pieralisi Volley | Jesi               | PalaTriccoli                           | 5:a i Serie A1 Semifinal i slutspelet       |
| Volley Modena             | Modena             | PalaPanini                             | 6:a i Serie A1; Semifinal i slutspelet      |
| Asystel Volley            | Novara             | PalaDalLago                            | 2:a i Serie A1; Final i slutspelet          |
| Pallavolo Sirio Perugia   | Perugia            | PalaEvangelisti                        | 4:a i Serie A1 Kvartsfinal i slutspelet     |
| Robursport Volley Pesaro  | Pesaro             | PalaDionigi (i Sant'Angelo in Lizzola) | 12:a i Serie A1                             |
| Pallavolo Reggio Emilia   | Reggio nell'Emilia | PalaBigi                               | 10:a i Serie A1                             |
| Santeramo Sport           | Santeramo in Colle | PalaCooper                             | 1:a i Serie A2                              |
| Airone Pallavolo          | Tortolì            | Palazzetto dello Sport (i Bari Sardo)  | 5:a i Serie A2; Vinnare uppflyttningsspelet |
| Vicenza Volley            | Vicenza            | Palasport Stad di Vicenza              | 7:a i Serie A1; Kvartsfinal i slutspelet    |

## Turneringen

### Grundserien

#### Resultat
| Första omgången |                      |     |                            |
|                 |                      |     |                            |
| 09-10           | Bergamo-Santeramo    | 3-1 | 23-25, 25-20, 25-16, 26-24 |
| 10-10           | Chieri-Vicenza       | 3-1 | 25-17, 17-25, 25-23, 25-20 |
| 10-10           | Perugia-Forlì        | 3-1 | 25-23, 25-15, 23-25, 27-25 |
| 10-10           | Novara-Pesaro        | 3-0 | 25-19, 25-19, 25-23        |
| 09-10           | Reggio Emilia-Modena | 1-3 | 30-28, 21-25, 19-25, 32-34 |
| 10-10           | Jesi-Tortolì         | 3-1 | 25-16, 19-25, 25-19, 25-22 |

| Andra omgången |                       |     |                                  |
|                |                       |     |                                  |
| 17-10          | Modena-Perugia        | 0-3 | 22-25, 23-25, 22-25              |
| 16-10          | Santeramo-Chieri      | 0-3 | 14-25, 18-25, 16-25              |
| 17-10          | Pesaro-Bergamo        | 1-3 | 17-25, 25-21, 20-25, 19-25       |
| 17-10          | Tortolì-Novara        | 3-2 | 22-25, 25-18, 25-20, 15-25, 15-9 |
| 17-10          | Forlì-Jesi            | 3-0 | 25-21, 25-18, 25-22              |
| 17-10          | Vicenza-Reggio Emilia | 3-0 | 25-22, 25-16, 25-12              |

| Tredje omgången |                      |     |                                   |
|                 |                      |     |                                   |
| 03-11           | Chieri-Tortolì       | 3-2 | 14-25, 25-17, 25-17, 19-25, 15-13 |
| 24-10           | Bergamo-Modena       | 3-0 | 25-20, 25-17, 25-14               |
| 24-10           | Jesi-Santeramo       | 3-0 | 25-14, 25-19, 25-12               |
| 24-10           | Novara-Forlì         | 3-2 | 19-25, 20-25, 25-22, 25-15, 15-11 |
| 24-10           | Reggio Emilia-Pesaro | 1-3 | 25-20, 21-25, 14-25, 17-25        |
| 23-10           | Perugia-Vicenza      | 3-1 | 25-17, 25-21, 23-25, 25-17        |

| Fjärde omgången |                         |     |                                   |
|                 |                         |     |                                   |
| 31-10           | Jesi-Bergamo            | 1-3 | 27-29, 19-25, 25-20, 12-25        |
| 30-10           | Modena-Novara           | 0-3 | 20-25, 21-25, 17-25               |
| 31-10           | Pesaro-Vicenza          | 3-1 | 25-18, 19-25, 25-20, 25-12        |
| 31-10           | Perugia-Chieri          | 3-0 | 25-17, 25-19, 25-22               |
| 31-10           | Santeramo-Reggio Emilia | 2-3 | 25-21, 16-25, 25-20, 18-25, 15-17 |
| 31-10           | Forlì-Tortolì           | 2-3 | 25-18, 19-25, 25-21, 19-25, 13-15 |

| Femte omgången |                    |     |                                  |
|                |                    |     |                                  |
| 07-11          | Santeramo-Perugia  | 0-3 | 18-25, 20-25, 19-25              |
| 07-11          | Vicenza-Bergamo    | 1-3 | 25-27, 25-23, 19-25, 28-30       |
| 07-11          | Chieri-Novara      | 1-3 | 16-25, 19-25, 25-23, 21-25       |
| 07-11          | Reggio Emilia-Jesi | 0-3 | 23-25, 22-25, 23-25              |
| 07-11          | Tortolì-Modena     | 3-2 | 25-23, 25-12, 19-25, 17-25, 15-9 |
| 06-11          | Pesaro-Forlì       | 3-0 | 25-22, 25-22, 25-19              |

| Sjätte omgången |                     |     |                                   |
|                 |                     |     |                                   |
| 13-11           | Perugia-Jesi        | 3-1 | 25-20, 26-28, 25-16, 25-18        |
| 14-11           | Bergamo-Chieri      | 3-0 | 25-22, 25-11, 26-24               |
| 14-11           | Modena-Santeramo    | 1-3 | 25-20, 19-25, 21-25, 22-25        |
| 14-11           | Novara-Vicenza      | 3-2 | 25-15, 23-25, 25-17, 23-25, 19-17 |
| 14-11           | Tortolì-Pesaro      | 0-3 | 19-25, 18-25, 20-25               |
| 14-11           | Forlì-Reggio Emilia | 3-0 | 25-22, 25-15, 25-21               |

| Sjunde omgången |                      |     |                            |
|                 |                      |     |                            |
| 20-11           | Bergamo-Perugia      | 3-1 | 18-25, 25-23, 25-21, 25-20 |
| 21-11           | Jesi-Modena          | 3-0 | 25-15, 25-23, 25-16        |
| 21-11           | Santeramo-Forlì      | 0-3 | 19-25, 20-25, 27-29        |
| 21-11           | Reggio Emilia-Novara | 0-3 | 15-25, 16-25, 18-25        |
| 21-11           | Vicenza-Tortolì      | 3-0 | 25-16, 25-23, 25-20        |
| 21-11           | Chieri-Pesaro        | 3-1 | 20-25, 25-21, 27-25, 25-18 |

| Åttonde omgången |                      |     |                                   |
|                  |                      |     |                                   |
| 05-12            | Tortolì-Bergamo      | 0-3 | 20-25, 15-25, 23-25               |
| 05-12            | Forlì-Modena         | 3-1 | 25-21, 25-18, 19-25, 25-20        |
| 04-12            | Novara-Santeramo     | 3-1 | 25-19, 23-25, 25-17, 25-18        |
| 05-12            | Chieri-Reggio Emilia | 3-0 | 25-20, 25-20, 26-24               |
| 04-12            | Pesaro-Perugia       | 1-3 | 13-25, 24-26, 25-22, 26-28        |
| 04-12            | Vicenza-Jesi         | 2-3 | 24-26, 26-24, 19-25, 26-24, 12-15 |

| Nionde omgången |                       |     |                                   |
|                 |                       |     |                                   |
| 12-12           | Bergamo-Forlì         | 3-0 | 25-18, 25-18, 25-23               |
| 11-12           | Perugia-Novara        | 3-2 | 22-25, 26-28, 25-16, 25-14, 15-12 |
| 12-12           | Reggio Emilia-Tortolì | 3-2 | 25-21, 29-27, 22-25, 20-25, 15-11 |
| 11-12           | Modena-Chieri         | 3-1 | 25-23, 25-19, 24-26, 25-21        |
| 12-12           | Jesi-Pesaro           | 1-3 | 25-23, 23-25, 21-25, 23-25        |
| 12-12           | Santeramo-Vicenza     | 2-3 | 25-18, 25-23, 23-25, 20-25, 12-15 |

| Tionde omgången |                       |     |                            |
|                 |                       |     |                            |
| 18-12           | Novara-Bergamo        | 0-3 | 25-27, 23-25, 27-29        |
| 18-12           | Reggio Emilia-Perugia | 0-3 | 13-25, 12-25, 22-25        |
| 19-12           | Tortolì-Santeramo     | 1-3 | 25-21, 18-25, 21-25, 21-25 |
| 19-12           | Chieri-Jesi           | 3-1 | 26-24, 19-25, 25-18, 25-21 |
| 19-12           | Vicenza-Forlì         | 1-3 | 23-25, 25-21, 19-25, 19-25 |
| 19-12           | Pesaro-Modena         | 3-0 | 25-22, 25-23, 25-19        |

| Elfte omgången |                       |     |                                   |
|                |                       |     |                                   |
| 22-12          | Bergamo-Reggio Emilia | 3-0 | 25-14, 25-19, 25-15               |
| 22-12          | Jesi-Novara           | 1-3 | 25-19, 19-25, 18-25, 19-25        |
| 22-12          | Perugia-Tortolì       | 3-0 | 25-18, 25-14, 25-18               |
| 22-12          | Forlì-Chieri          | 2-3 | 20-25, 26-24, 24-26, 25-22, 11-15 |
| 22-12          | Modena-Vicenza        | 3-1 | 25-19, 25-19, 17-25, 25-19        |
| 22-12          | Santeramo-Pesaro      | 0-3 | 21-25, 19-25, 18-25               |

| Tolfte omgången |                      |     |                            |
|                 |                      |     |                            |
| 08-01           | Santeramo-Bergamo    | 1-3 | 16-25, 18-25, 26-24, 21-25 |
| 09-01           | Vicenza-Chieri       | 1-3 | 21-25, 25-23, 18-25, 19-25 |
| 09-01           | Forlì-Perugia        | 0-3 | 15-25, 24-26, 23-25        |
| 09-01           | Pesaro-Novara        | 0-3 | 21-25, 24-26, 25-27        |
| 08-01           | Modena-Reggio Emilia | 3-1 | 18-25, 25-21, 25-20, 25-14 |
| 09-01           | Tortolì-Jesi         | 0-3 | 18-25, 23-25, 23-25        |

| Trettonde omgången |                       |     |                            |
|                    |                       |     |                            |
| 15-01              | Perugia-Modena        | 3-0 | 25-14, 25-14, 25-10        |
| 16-01              | Chieri-Santeramo      | 3-1 | 25-8, 26-28, 25-21, 25-13  |
| 15-01              | Bergamo-Pesaro        | 3-1 | 23-25, 25-15, 25-17, 25-23 |
| 16-01              | Novara-Tortolì        | 3-0 | 25-22, 25-16, 28-26        |
| 16-01              | Jesi-Forlì            | 3-0 | 26-24, 25-16, 25-20        |
| 16-01              | Reggio Emilia-Vicenza | 3-0 | 25-21, 25-16, 25-23        |

| Fjortonde omgången |                      |     |                            |
|                    |                      |     |                            |
| 23-01              | Tortolì-Chieri       | 0-3 | 16-25, 23-25, 19-25        |
| 22-01              | Modena-Bergamo       | 0-3 | 19-25, 14-25, 10-25        |
| 23-01              | Santeramo-Jesi       | 0-3 | 20-25, 22-25, 21-25        |
| 23-01              | Forlì-Novara         | 1-3 | 22-25, 40-38, 20-25, 23-25 |
| 23-01              | Pesaro-Reggio Emilia | 3-1 | 25-19, 20-25, 25-17, 25-15 |
| 23-01              | Vicenza-Perugia      | 1-3 | 23-25, 21-25, 25-22, 22-25 |

| Femtonde omgången |                         |     |                                   |
|                   |                         |     |                                   |
| 29-01             | Bergamo-Jesi            | 3-0 | 25-18, 25-21, 29-27               |
| 30-01             | Novara-Modena           | 3-1 | 25-22, 20-25, 25-19, 25-15        |
| 30-01             | Vicenza-Pesaro          | 3-1 | 21-25, 25-20, 25-17, 25-20        |
| 30-01             | Chieri-Perugia          | 2-3 | 25-21, 20-25, 25-14, 20-25, 13-15 |
| 30-01             | Reggio Emilia-Santeramo | 3-0 | 25-20, 30-28, 25-18               |
| 30-01             | Tortolì-Forlì           | 3-1 | 25-17, 21-25, 25-18, 25-21        |

| Sextonde omgången |                    |     |                            |
|                   |                    |     |                            |
| 13-02             | Perugia-Santeramo  | 3-0 | 25-17, 25-17, 25-17        |
| 13-02             | Bergamo-Vicenza    | 3-1 | 21-25, 25-21, 25-17, 25-18 |
| 13-02             | Novara-Chieri      | 3-1 | 25-21, 21-25, 27-25, 25-23 |
| 13-02             | Jesi-Reggio Emilia | 3-0 | 25-22, 25-18, 25-18        |
| 13-02             | Modena-Tortolì     | 0-3 | 20-25, 18-25, 19-25        |
| 12-02             | Forlì-Pesaro       | 1-3 | 22-25, 34-36, 25-17, 18-25 |

| Sjuttonde omgången |                     |     |                                   |
|                    |                     |     |                                   |
| 19-02              | Jesi-Perugia        | 2-3 | 25-19, 19-25, 25-18, 20-25, 13-15 |
| 20-02              | Chieri-Bergamo      | 0-3 | 21-25, 24-26, 13-25               |
| 20-02              | Santeramo-Modena    | 3-1 | 20-25, 25-20, 25-15, 25-19        |
| 20-02              | Vicenza-Novara      | 3-0 | 29-27, 25-20, 25-14               |
| 20-02              | Pesaro-Tortolì      | 3-0 | 25-17, 25-21, 25-18               |
| 20-02              | Reggio Emilia-Forlì | 1-3 | 25-23, 22-25, 24-26, 17-25        |

| Artonde omgången |                      |     |                            |
|                  |                      |     |                            |
| 27-02            | Perugia-Bergamo      | 3-0 | 25-13, 25-19, 25-20        |
| 27-02            | Modena-Jesi          | 0-3 | 17-25, 19-25, 13-25        |
| 27-02            | Forlì-Santeramo      | 3-1 | 19-25, 25-21, 25-21, 25-23 |
| 27-02            | Novara-Reggio Emilia | 3-1 | 25-20, 22-25, 25-23, 25-17 |
| 26-02            | Tortolì-Vicenza      | 3-1 | 22-25, 25-21, 25-17, 25-22 |
| 27-02            | Pesaro-Chieri        | 3-0 | 25-20, 25-23, 25-19        |

| Nittonde omgången |                      |     |                                   |
|                   |                      |     |                                   |
| 06-03             | Bergamo-Tortolì      | 3-0 | 25-16, 25-16, 25-20               |
| 06-03             | Modena-Forlì         | 1-3 | 20-25, 23-25, 25-20, 19-25        |
| 06-03             | Santeramo-Novara     | 3-0 | 25-17, 25-15, 28-26               |
| 06-03             | Reggio Emilia-Chieri | 2-3 | 25-23, 24-26, 23-25, 25-15, 11-15 |
| 02-03             | Perugia-Pesaro       | 3-2 | 18-25, 25-19, 25-14, 18-25, 21-19 |
| 02-03             | Jesi-Vicenza         | 3-1 | 20-25, 25-17, 25-16, 25-17        |

| Tjugonde omgången |                       |     |                                   |
|                   |                       |     |                                   |
| 12-03             | Forlì-Bergamo         | 1-3 | 25-23, 15-25, 18-25, 15-25        |
| 13-03             | Novara-Perugia        | 3-1 | 25-27, 25-23, 25-22, 25-23        |
| 13-03             | Tortolì-Reggio Emilia | 3-0 | 25-19, 25-21, 25-20               |
| 02-03             | Chieri-Modena         | 3-1 | 25-23, 24-26, 25-23, 25-21        |
| 13-13             | Pesaro-Jesi           | 3-2 | 17-25, 25-17, 25-19, 18-25, 15-13 |
| 13-13             | Vicenza-Santeramo     | 0-3 | 25-27, 30-32, 31-33               |

| Tjugoförsta omgången |                       |     |                                   |
|                      |                       |     |                                   |
| 09-03                | Bergamo-Novara        | 3-0 | 25-22, 25-19, 25-16               |
| 20-03                | Perugia-Reggio Emilia | 3-0 | 25-19, 25-19, 25-20               |
| 20-03                | Santeramo-Tortolì     | 3-0 | 25-21, 25-23, 28-26               |
| 20-03                | Jesi-Chieri           | 3-2 | 25-17, 25-20, 21-25, 23-25, 17-15 |
| 20-03                | Forlì-Vicenza         | 0-3 | 23-25, 21-25, 19-25               |
| 20-03                | Modena-Pesaro         | 0-3 | 23-25, 9-25, 21-25                |

| Tjugoandra omgången |                       |     |                                   |
|                     |                       |     |                                   |
| 23-03               | Reggio Emilia-Bergamo | 3-2 | 23-25, 25-20, 17-25, 25-20, 15-10 |
| 23-03               | Novara-Jesi           | 3-1 | 24-26, 29-27, 25-21, 25-19        |
| 23-03               | Tortolì-Perugia       | 1-3 | 20-25, 26-24, 19-25, 25-27        |
| 23-03               | Chieri-Forlì          | 3-0 | 25-15, 25-15, 25-17               |
| 23-03               | Vicenza-Modena        | 3-1 | 25-18, 25-14, 23-25, 25-11        |
| 23-03               | Pesaro-Santeramo      | 2-3 | 25-12, 23-25, 25-22, 27-29, 10-15 |

#### Sluttabell
| Pos... | Lag                       | Pt | M  | V  | F  | SV | SF | Kvot  | PV   | PV   | Kvot  |
| ------ | ------------------------- | -- | -- | -- | -- | -- | -- | ----- | ---- | ---- | ----- |
| 1.     | Volley Bergamo            | 61 | 22 | 20 | 2  | 62 | 15 | 4.133 | 1872 | 1554 | 1.204 |
| 2.     | Pallavolo Sirio Perugia   | 56 | 22 | 20 | 2  | 62 | 20 | 3.100 | 1955 | 1654 | 1.181 |
| 3.     | Asystel Volley            | 48 | 22 | 16 | 6  | 52 | 31 | 1.709 | 1939 | 1821 | 1.064 |
| 4.     | Robursport Volley Pesaro  | 40 | 22 | 13 | 9  | 48 | 34 | 1.411 | 1873 | 1782 | 1.051 |
| 5.     | Chieri Torino Volley Club | 38 | 22 | 13 | 9  | 46 | 39 | 1.179 | 1901 | 1844 | 1.030 |
| 6.     | Giannino Pieralisi Volley | 36 | 22 | 12 | 10 | 46 | 36 | 1.277 | 1862 | 1773 | 1.050 |
| 7.     | Volley 2002 Forlì         | 27 | 22 | 8  | 14 | 35 | 47 | 0.744 | 1812 | 1902 | 0.952 |
| 8.     | Vicenza Volley            | 22 | 22 | 7  | 15 | 36 | 49 | 0.734 | 1876 | 1944 | 0.965 |
| 9.     | Santeramo Sport           | 22 | 22 | 7  | 15 | 30 | 50 | 0.600 | 1700 | 1889 | 0.899 |
| 10.    | Airone Pallavolo          | 20 | 22 | 7  | 15 | 28 | 53 | 0.528 | 1701 | 1831 | 0.929 |
| 11.    | Pallavolo Reggio Emilia   | 13 | 22 | 5  | 17 | 23 | 57 | 0.403 | 1655 | 1880 | 0.880 |
| 12.    | Volley Modena             | 13 | 22 | 4  | 18 | 21 | 58 | 0.362 | 1603 | 1875 | 0.854 |

| Kvalificerade för slutspel | Nerflyttade till Serie A2 |

### Slutspel

#### Spelschema
|  | Kvartsfinaler | Kvartsfinaler             | Kvartsfinaler             | Kvartsfinaler             | Kvartsfinaler | Kvartsfinaler | Kvartsfinaler  |                |                           | Semifinaler               | Semifinaler | Semifinaler | Semifinaler | Semifinaler | Semifinaler | Semifinaler |  |  | Final | Final | Final | Final | Final | Final | Final |  |
|  |               |                           |                           |                           |               |               |                |                |                           |                           |             |             |             |             |             |             |  |  |       |       |       |       |       |       |       |  |
|  | 1             | Volley Bergamo            | 3                         | 3                         | 3             |               |                |                |                           |                           |             |             |             |             |             |             |  |  |       |       |       |       |       |       |       |  |
|  | 1             | Volley Bergamo            | 3                         | 3                         | 3             |               |                |                |                           |                           |             |             |             |             |             |             |  |  |       |       |       |       |       |       |       |  |
|  | 8             | Vicenza Volley            | 0                         | 0                         | 0             |               |                |                |                           |                           |             |             |             |             |             |             |  |  |       |       |       |       |       |       |       |  |
|  | 8             | Vicenza Volley            | 0                         | 0                         | 0             |               | Volley Bergamo | Volley Bergamo | 3                         | 3                         | 3           |             |             |             |             |             |  |  |       |       |       |       |       |       |       |  |
|  |               |                           |                           |                           |               |               |                | Volley Bergamo | 3                         | 3                         | 3           |             |             |             |             |             |  |  |       |       |       |       |       |       |       |  |
|  |               |                           | Chieri Torino Volley Club | Chieri Torino Volley Club | 2             | 0             | 0              |                |                           |                           |             |             |             |             |             |             |  |  |       |       |       |       |       |       |       |  |
|  | 5             | Chieri Torino Volley Club | Chieri Torino Volley Club | Chieri Torino Volley Club | 2             | 0             | 0              | 3              | 3                         | 3                         |             |             |             |             |             |             |  |  |       |       |       |       |       |       |       |  |
|  | 5             | Chieri Torino Volley Club |                           |                           |               |               |                |                |                           |                           |             |             |             |             |             |             |  |  |       |       |       |       |       |       |       |  |
|  | 4             | Robursport Volley Pesaro  | 0                         | 2                         | 0             |               |                |                |                           |                           |             |             |             |             |             |             |  |  |       |       |       |       |       |       |       |  |
|  | 4             | Robursport Volley Pesaro  | 0                         | 2                         | 0             |               | Volley Bergamo | Volley Bergamo | 2                         | 1                         | 3           | 1           |             |             |             |             |  |  |       |       |       |       |       |       |       |  |
|  |               |                           |                           |                           |               |               |                |                |                           |                           |             |             |             |             |             |             |  |  |       |       |       |       |       |       |       |  |
|  |               |                           | Pallavolo Sirio Perugia   | Pallavolo Sirio Perugia   | 3             | 3             | 2              | 3              |                           |                           |             |             |             |             |             |             |  |  |       |       |       |       |       |       |       |  |
|  | 3             | Asystel Volley            | Pallavolo Sirio Perugia   | Pallavolo Sirio Perugia   | 3             | 3             | 2              | 3              | 3                         | 3                         | 1           | 0           | 1           |             |             |             |  |  |       |       |       |       |       |       |       |  |
|  | 3             | Asystel Volley            |                           |                           |               |               |                |                |                           |                           |             | 0           | 1           |             |             |             |  |  |       |       |       |       |       |       |       |  |
|  | 6             | Giannino Pieralisi Volley | 0                         | 0                         | 3             | 3             | 3              |                |                           |                           |             |             |             |             |             |             |  |  |       |       |       |       |       |       |       |  |
|  | 6             | Giannino Pieralisi Volley | 0                         | 0                         | 3             | 3             | 3              |                | Giannino Pieralisi Volley | Giannino Pieralisi Volley | 1           | 1           | 2           |             |             |             |  |  |       |       |       |       |       |       |       |  |
|  |               |                           |                           |                           |               |               |                |                | Giannino Pieralisi Volley | Giannino Pieralisi Volley | 1           | 1           | 2           |             |             |             |  |  |       |       |       |       |       |       |       |  |
|  |               |                           | Pallavolo Sirio Perugia   | Pallavolo Sirio Perugia   | 3             | 3             | 3              |                |                           |                           |             |             |             |             |             |             |  |  |       |       |       |       |       |       |       |  |
|  | 7             | Volley 2002 Forlì         | Pallavolo Sirio Perugia   | Pallavolo Sirio Perugia   | 3             | 3             | 3              | 2              | 1                         | 3                         | 0           |             |             |             |             |             |  |  |       |       |       |       |       |       |       |  |
|  | 7             | Volley 2002 Forlì         |                           |                           |               |               |                |                |                           |                           |             |             |             |             |             |             |  |  |       |       |       |       |       |       |       |  |
|  | 2             | Pallavolo Sirio Perugia   | 3                         | 3                         | 1             | 3             |                |                |                           |                           |             |             |             |             |             |             |  |  |       |       |       |       |       |       |       |  |

#### Resultat
| Kvartsfinaler |                 |     |                                   |
|               |                 |     |                                   |
| 26-03         | Vicenza-Bergamo | 0-3 | 20-25, 13-25, 21-25               |
| 26-03         | Chieri-Pesaro   | 3-0 | 25-22, 25-18, 25-22               |
| 26-03         | Forlì-Perugia   | 2-3 | 32-34, 16-25, 25-20, 25-23, 11-15 |
| 26-03         | Jesi-Novara     | 0-3 | 23-25, 18-25, 15-25               |

| 30-03 | Bergamo-Vicenza | 3-0 | 28-26, 25-16, 25-18               |
| 30-03 | Pesaro-Chieri   | 2-3 | 25-23, 29-27, 20-25, 22-25, 12-15 |
| 30-03 | Perugia-Forlì   | 3-1 | 21-25, 25-21, 25-19, 25-21        |
| 30-03 | Novara-Jesi     | 3-0 | 25-22, 25-23, 25-21               |

| 01-04 | Bergamo-Vicenza | 3-0 | 25-17, 25-22, 25-19        |
| 06-04 | Pesaro-Chieri   | 0-3 | 20-25, 23-25, 20-25        |
| 01-04 | Perugia-Forlì   | 1-3 | 22-25, 23-25, 25-10, 23-25 |
| 01-04 | Novara-Jesi     | 1-3 | 23-25, 31-29, 24-26, 17-25 |

| 10-04 | Forlì-Perugia | 0-3 | 20-25, 16-25, 24-26 |
| 10-04 | Jesi-Novara   | 3-0 | 25-16, 25-22, 25-18 |

| 13-04 | Novara-Jesi | 1-3 | 15-25, 20-25, 25-19, 21-25 |

| Semifinaler |                |     |                               |
|             |                |     |                               |
| 16-04       | Chieri-Bergamo | 2-3 | 17-25 25-27 25-21 25-22 13-15 |
| 16-04       | Jesi-Perugia   | 1-3 | 25-22 31-33 27-29 21-25       |

| 21-04 | Bergamo-Chieri | 3-0 | 25-22 25-22 25-21       |
| 20-20 | Perugia-Jesi   | 3-1 | 25-16 26-24 25-27 27-25 |

| 24-04 | Bergamo-Chieri | 3-0 | 25-16 30-28 25-18             |
| 23-04 | Perugia-Jesi   | 3-2 | 26-24 21-25 27-29 27-25 15-11 |

| Final |                 |     |                                   |
|       |                 |     |                                   |
| 30-04 | Perugia-Bergamo | 3-2 | 25-22, 23-25, 25-19, 20-25, 16-14 |
| 04-05 | Bergamo-Perugia | 1-3 | 20-25, 22-25, 28-26, 13-25        |
| 08-05 | Bergamo-Perugia | 3-2 | 25-22, 14-25, 22-25, 25-17, 15-9  |
| 10-05 | Perugia-Bergamo | 3-1 | 26-24, 23-25, 25-15, 25-17        |

## Resultat för deltagande i andra turneringar
| Klubb                     | Kvalifierat för                     |
| ------------------------- | ----------------------------------- |
| Pallavolo Sirio Perugia   | European Champions League 2005–2006 |
| Volley Bergamo            | European Champions League 2005–2006 |
| Asystel Volley            | Top Teams Cup 2005–2006.            |
| Robursport Volley Pesaro  | CEV Cup 2005–2006                   |
| Chieri Torino Volley Club | CEV Cup 2005–2006                   |
| Pallavolo Reggio Emilia   | Serie A2 2005–2006                  |
| Volley Modena             | Serie A2 2005–2006                  |

## Statistik
| Vunna poäng | Vunna poäng       | Vunna poäng | Vunna poäng               |
| Pos.        | Namn              | Poäng       | Lag                       |
| ----------- | ----------------- | ----------- | ------------------------- |
| 1           | Simona Rinieri    | 405         | Robursport Volley Pesaro  |
| 2           | Elisa Togut       | 400         | Giannino Pieralisi Volley |
| 3           | Taismary Agüero   | 376         | Pallavolo Sirio Perugia   |
| 4           | Małgorzata Glinka | 364         | Asystel Volley            |
| 5           | Virginie De Carne | 352         | Asystel Volley            |
| 6           | Antonina Zetova   | 346         | Chieri Torino Volley Club |
| 6           | Nataša Osmokrović | 346         | Airone Pallavolo          |
| 8           | Mirka Frankrike   | 339         | Pallavolo Sirio Perugia   |
| 9           | Tat'jana Men'šova | 295         | Airone Pallavolo          |
| 9           | Riikka Lehtonen   | 295         | Vicenza Volley            |

| Vunna attacker | Vunna attacker    | Vunna attacker | Vunna attacker            |
| Pos.           | Namn              | Poäng          | Lag                       |
| -------------- | ----------------- | -------------- | ------------------------- |
| 1              | Simona Rinieri    | 348            | Robursport Volley Pesaro  |
| 2              | Elisa Togut       | 341            | Giannino Pieralisi Volley |
| 3              | Taismary Agüero   | 328            | Pallavolo Sirio Perugia   |
| 4              | Małgorzata Glinka | 323            | Asystel Volley            |
| 5              | Antonina Zetova   | 308            | Chieri Torino Volley Club |
| 6              | Nataša Osmokrović | 296            | Airone Pallavolo          |
| 7              | Mirka Frankrike   | 295            | Pallavolo Sirio Perugia   |
| 7              | Virginie de Carne | 295            | Asystel Volley            |
| 9              | Tat'jana Men'šova | 269            | Airone Pallavolo          |
| 10             | Brigitte Soucy    | 245            | Volley Modena             |

| Vunna block | Vunna block          | Vunna block | Vunna block               |
| Pos.        | Namn                 | Poäng       | Lag                       |
| ----------- | -------------------- | ----------- | ------------------------- |
| 1           | Monica Marulli       | 86          | Santeramo Sport           |
| 2           | Branka Sekulić       | 74          | Airone Pallavolo          |
| 3           | Simona Gioli         | 61          | Pallavolo Sirio Perugia   |
| 4           | Heather Bown         | 60          | Santeramo Sport           |
| 5           | Erin Aldrich         | 59          | Pallavolo Reggio Emilia   |
| 6           | Maja Poljak          | 58          | Volley Bergamo            |
| 7           | Danielle Scott       | 56          | Chieri Torino Volley Club |
| 7           | Cristina Vincenzi    | 56          | Chieri Torino Volley Club |
| 9           | Walewska de Oliveira | 53          | Pallavolo Sirio Perugia   |
| 9           | Kinga Maculewicz     | 53          | Volley 2002 Forlì         |

| Serveess | Serveess             | Serveess | Serveess                  |
| Pos.     | Namn                 | Poäng    | Lag                       |
| -------- | -------------------- | -------- | ------------------------- |
| 1        | Taismary Agüero      | 31       | Pallavolo Sirio Perugia   |
| 2        | Virginie De Carne    | 30       | Asystel Volley            |
| 3        | Logan Tom            | 24       | Chieri Torino Volley Club |
| 4        | Elisa Togut          | 23       | Giannino Pieralisi Volley |
| 5        | Angelina Grün        | 20       | Volley Bergamo            |
| 5        | Kenny Moreno         | 20       | Volley 2002 Forlì         |
| 5        | Antonella Del Core   | 20       | Robursport Volley Pesaro  |
| 8        | Walewska de Oliveira | 19       | Pallavolo Sirio Perugia   |
| 8        | Manuela Caponi       | 19       | Airone Pallavolo          |
| 10       | Anja Spasojević      | 18       | Asystel Volley            |

| Perfekta mottagningar | Perfekta mottagningar | Perfekta mottagningar | Perfekta mottagningar     |
| Pos.                  | Namn                  | Poäng                 | Lag                       |
| --------------------- | --------------------- | --------------------- | ------------------------- |
| 1                     | Elke Wijnhoven        | 393                   | Volley 2002 Forlì         |
| 2                     | Maurizia Borri        | 361                   | Chieri Torino Volley Club |
| 3                     | Carolina Costagrande  | 353                   | Volley 2002 Forlì         |
| 4                     | Nataša Osmokrović     | 308                   | Airone Pallavolo          |
| 5                     | Małgorzata Glinka     | 302                   | Asystel Volley            |
| 6                     | Simona Rinieri        | 298                   | Robursport Volley Pesaro  |
| 7                     | Brigitte Soucy        | 297                   | Volley Modena             |
| 8                     | Riikka Lehtonen       | 284                   | Vicenza Volley            |
| 9                     | Chiara Arcangeli      | 280                   | Pallavolo Sirio Perugia   |
| 10                    | Ramona Puerari        | 274                   | Robursport Volley Pesaro  |

OBS: Uppgifterna gäller enbart grundserien